# Dieter Wagner (Künstler)
Dieter Wagner (* 23. Oktober 1943 in Konstanz) ist ein deutscher Maler und Konzeptkünstler.

## Leben
Nach einem Studium an der Kunsthochschule Wuppertal arbeitete Wagner von 1966 bis 1996 als freier Künstler und Karikaturist abwechselnd in Paris, Berlin und Chicago. Verschiedene Gastprofessuren in den USA und seine Bilderserie der Gärten in denen es keine Grenzen mehr gibt verschafften Wagner einen Ruf als politischer Utopist. Zu den bekanntesten Werken des Künstlers gehören das Bauprojekt Crescendo sowie der 1977 auf den 30. Internationalen Filmfestspielen Cannes uraufgeführte Experimentalfilm La Gloire est le Soleil des Morts nach seiner Skulpturenstraße Les Anges.
1997 gründete er auf dem Gelände der Ziegelei im Ortsteil Klausdorf der Gemeinde Am Mellensee im Brandenburger Landkreis Teltow-Fläming das Atelier Z, als dessen Leiter er  fungiert. Dieter Wagner überließ Werke an die Deutsche Film- und Fernsehakademie Berlin sowie an die Deutsche Kinemathek und die Stadtmission Berlin.

## Ausstellungen
Dieter Wagner schaut auf mehr als 30 Jahre Ausstellungskarriere zurück. Zu den Galerien und Museen, die seine Arbeiten zeigten, gehören unter anderem das Musée des Arts décoratifs  in Paris, das Gustav-Lübcke-Museum in Hamm, das Norddeutsche Landesmuseum in Hamburg, die Galerie du Crédit Agricole in Orange, die Galerie Karasek in Versailles, die Timothy-Andron-Gallery in Houston, die Galerie La Tour de Nesle in Paris sowie viele andere. Ebenfalls gezeigt wurden Werke des Künstlers unter anderem im Centre des Congrès in Monaco, in der Northwestern University in Chicago, im Martin-Gropius-Bau in Berlin, im Friedrichstadt-Palast Berlin sowie auf der Internationalen Design-Foundation in Tokio.